# Mokrelipie

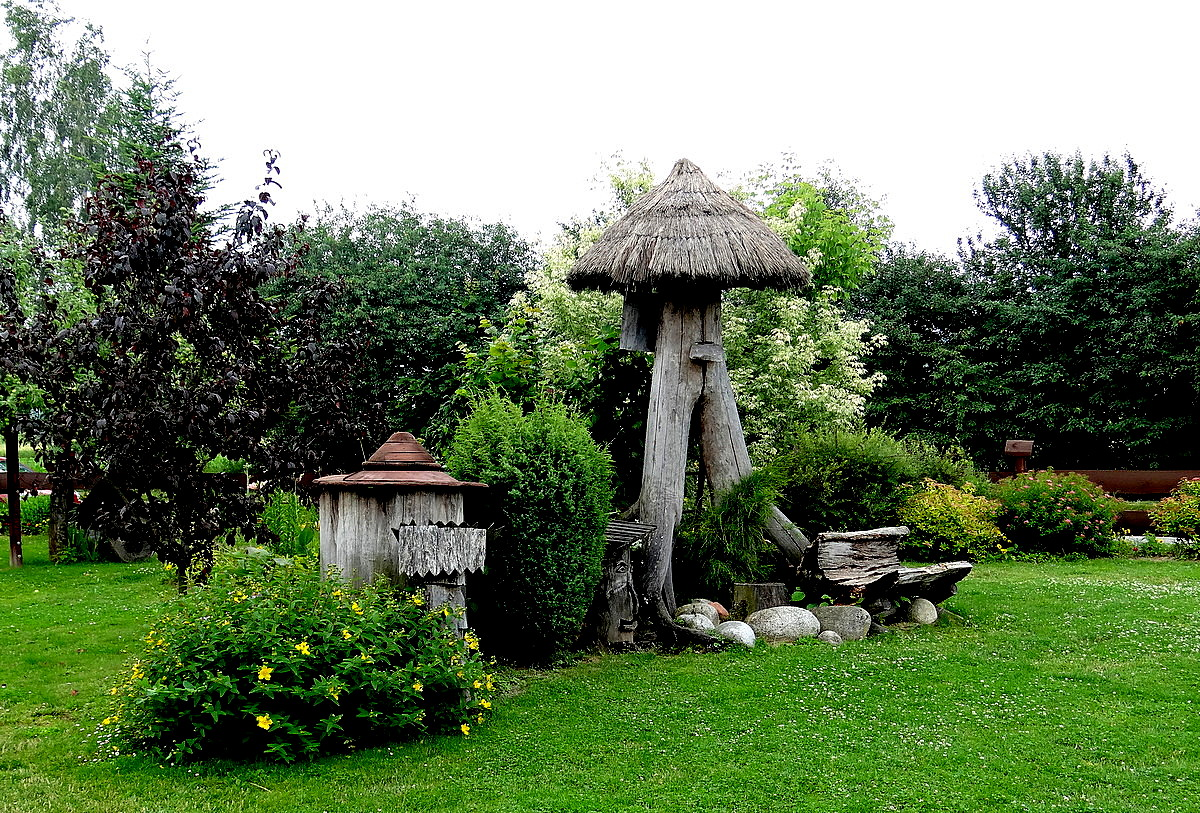
Skansen pszczelarski

Mokrelipie – wieś w Polsce położona w województwie lubelskim, w powiecie zamojskim, w gminie Radecznica.
W latach 1975–1998 miejscowość administracyjnie należała do województwa zamojskiego.
Wieś jest sołectwem w gminie Radecznica. Według Narodowego Spisu Powszechnego z roku 2011 wieś liczyła 403 mieszkańców. 
Wieś jest siedzibą rzymskokatolickiej parafii Znalezienia Krzyża Świętego.

## Części wsi
| SIMC    | Nazwa      | Rodzaj    |
| ------- | ---------- | --------- |
| 0897332 | Kolonia    | część wsi |
| 0897349 | Przymiarki | część wsi |
| 0897355 | Ukop       | część wsi |
| 0897361 | Zakościół  | część wsi |

## Geografia
Wieś położona w dolinie Poru i jego dopływu Gorajki, na granicy Roztocza Zachodniego i Padołu Zamojskiego.

## Historia
W 1882 r. urodził się tu Jakub Raciborski, poeta ludowy.
Pierwszy kościół parafialny murowany, pod wezwaniem Znalezienia św. Krzyża, wzniesiony został w roku 1403 przez Mikołaja z Latyczyna. Budowa trwała 50. lat, w okresie 1547–1597 roku, służył, jak wiele innych w tej okolicy, za zbór kalwiński, po czym przywrócony został katolikom przez Jerzego Zamoyskiego, biskupa chełmskiego. Po odbudowie, konsekrowany ponownie  w roku 1671 przez ks. sufragana chełmskiego biskupa Mikołaja Świrskiego.
Obecnie istniejący kościół, wg projektu Józefa Dziekońskiego z Warszawy, pw. Znalezienia Krzyża Świętego (poprzednie pod tym samym wezwaniem), z lat: 1907–1913, konsekrowany 14 IX 1913 r., przez bpa Franciszka Jaczewskiego, zniszczony w czasie działań wojennych w r. 1944, odnowiony po zakończeniu wojny. We wrześniu 1978 r. wybuchł od pioruna pożar.  W latach 1978–1981 przeprowadzono gruntowny remont (m.in. odbudowanie spalonej wieży, odnowienie z zewnątrz, remont dachu).
Według spisu z 1827 r. wieś liczyła 28 domostw i 120 mieszkańców, zaś spis z r. 1921 (wówczas w gminie Sułów) wykazywał już 103 domy oraz 698 mieszkańców, w tym 17 Żydów.

## Galeria

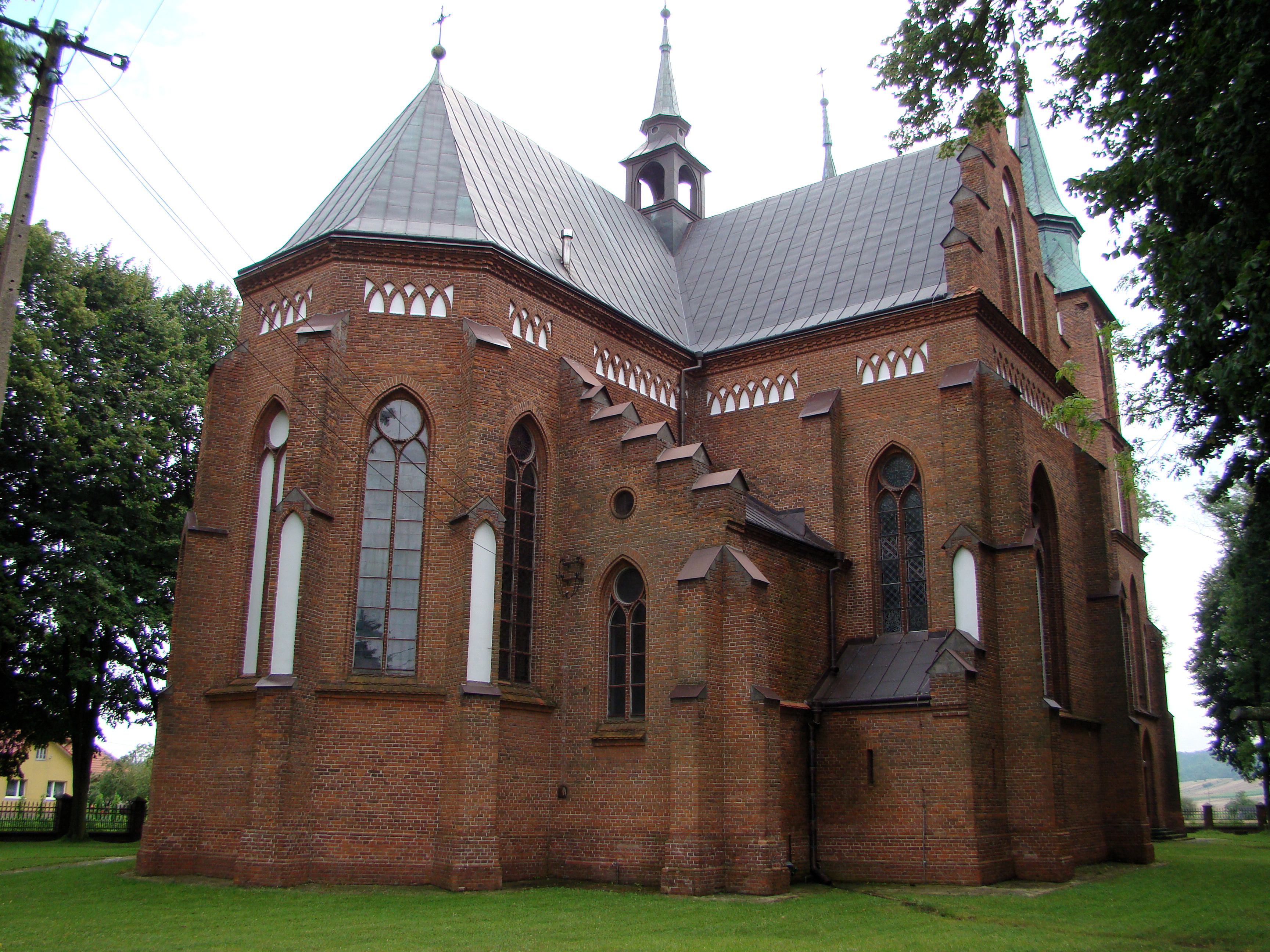
Kościół Znalezienia Krzyża Świętego
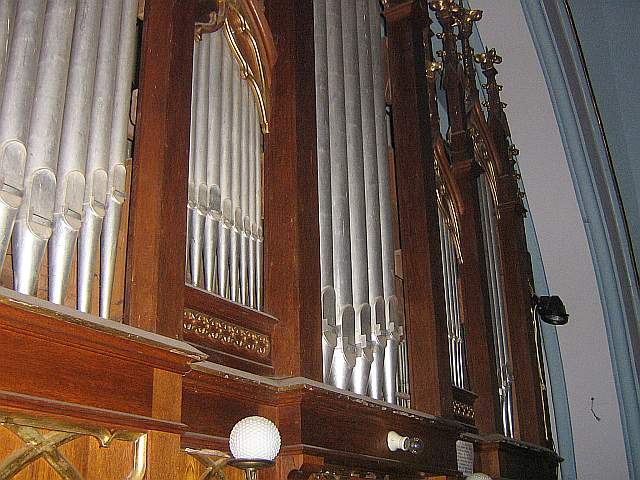
Organy
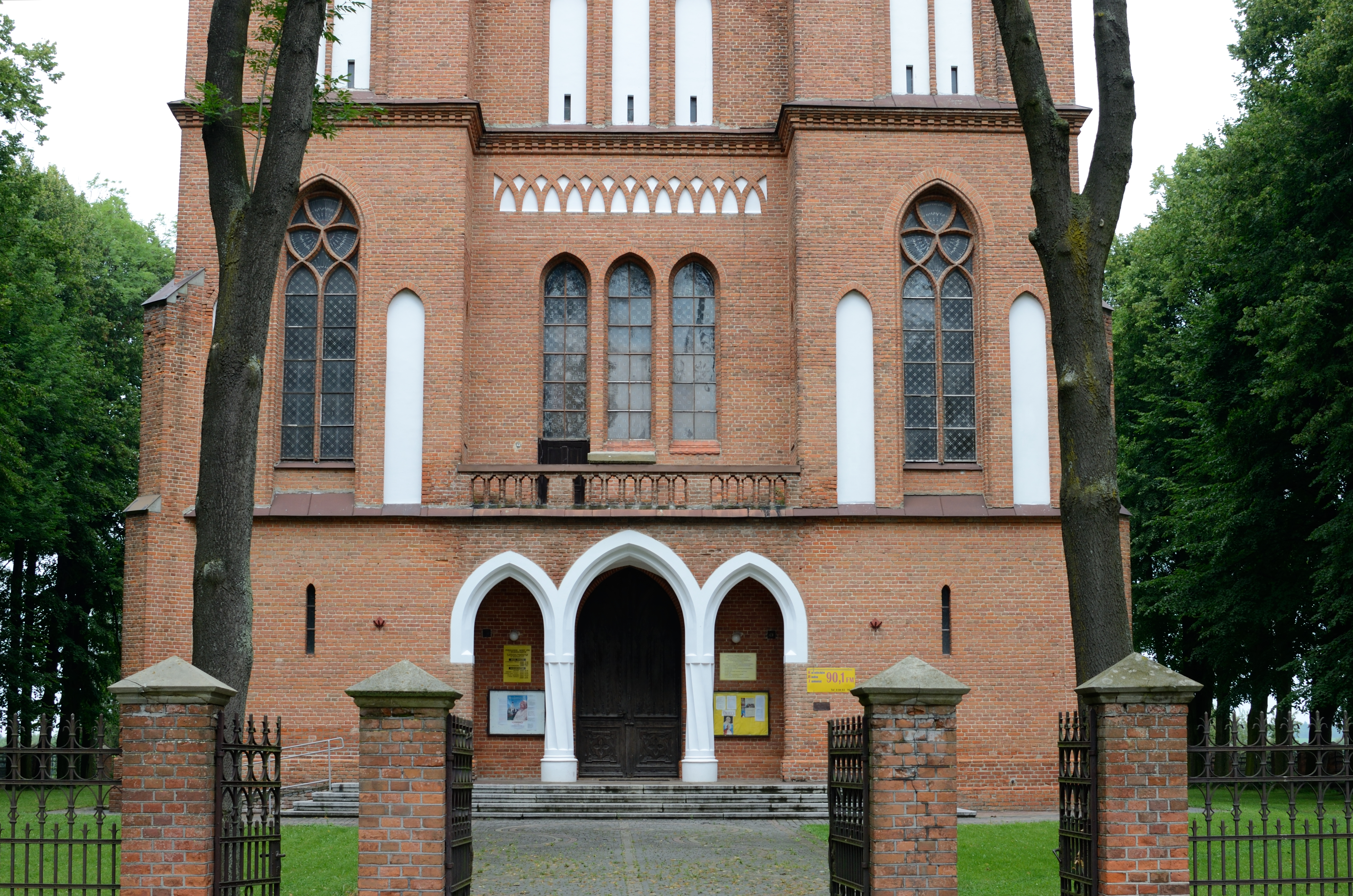
Wejście do kościoła
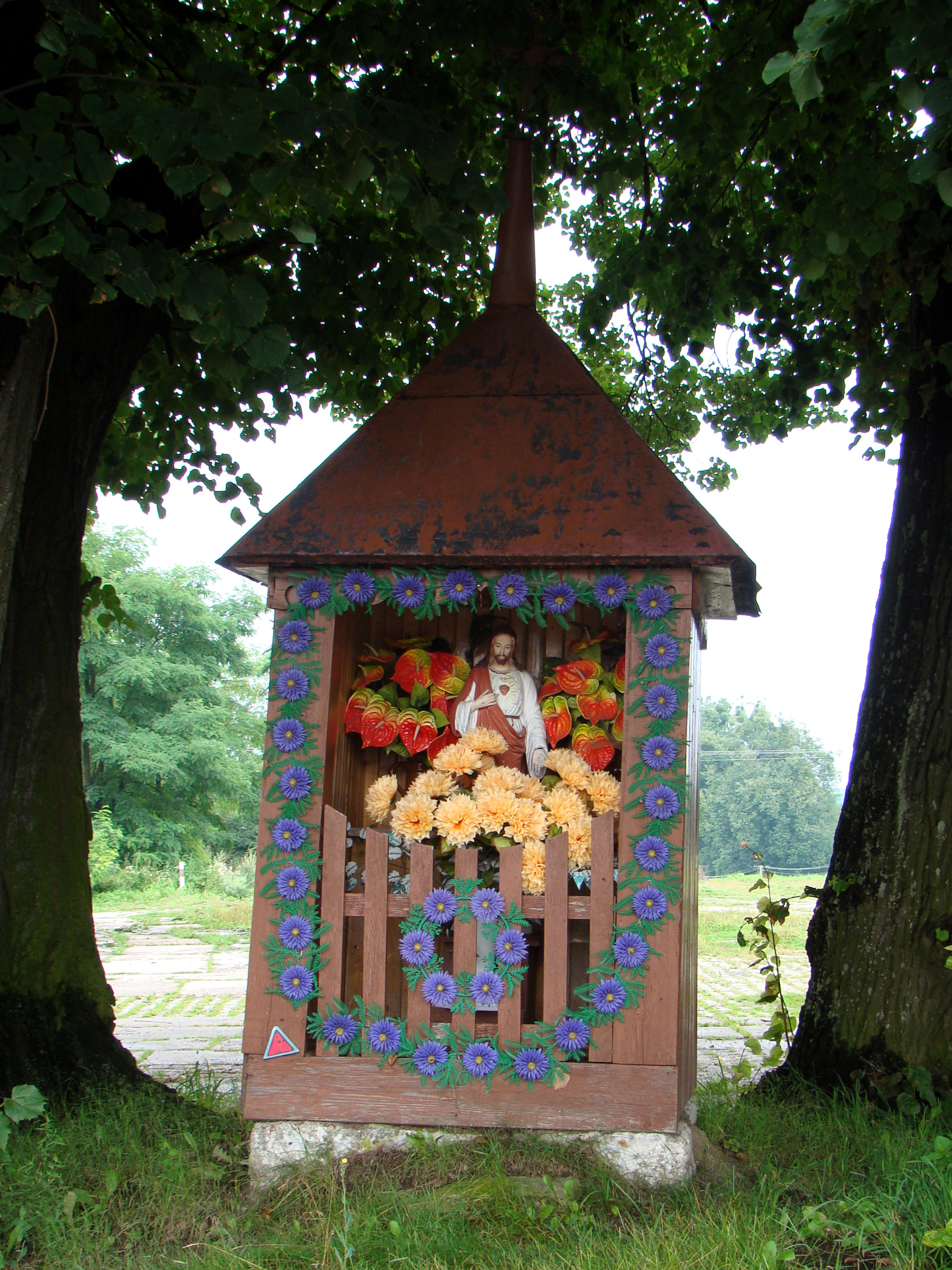
Kapliczka przydrożna